# Beteta
Beteta é um município da Espanha, na província de Cuenca, comunidade autônoma de Castela-Mancha. Tem 115,35 km² de área e em 2021 tinha 230 habitantes (densidade: 2 hab./km²). Limita com os municípios de Cuenca, Cueva del Hierro, Masegosa, Lagunaseca, Santa María del Val, Carrascosa, Valsalobre, Peñalén, Poveda de la Sierra, Peralejos de las Truchas e Checa.